# Estadio Luis Salinas Tanasio
El Estadio Luis Salinas Tanasio (denominado entre 1972 a 2016 estadio Juan Canuto Pettengill) o por cuestiones de patrocinio Estadio ueno Luis Salinas Tanasio, es un estadio de fútbol de Paraguay que se encuentra ubicado en la ciudad de Itauguá, a unos 30 km de la capital del país, Asunción. En dicho escenario, que cuenta con capacidad para 10.000 espectadores, hace las veces de anfitrión el equipo de fútbol del club 12 de Octubre. La denominación es en homenaje a un exdirectivo de la institución y exintendente de la ciudad.

## Historia
A principios de la década de 1960, con el incremento poblacional de la ciudad de Itauguá, y la subsecuente apertura de nuevas unidades habitacionales en las adyacencias del antiguo escenario albiazul del Bº San Isidro, quedaban en evidencia las reducidas dimensiones del mismo, haciendo cada vez más dificultosa la realización de los lances deportivos. Ya en 1955 el club había inaugurado su primera sede social sobre la Ruta 2 y Victoriano Aldama, en la esquina opuesta a las actuales instalaciones de la sede “Don Félix Tanasio”.
Este importante avance, además del mayor nivel de competencia exigido con el ingreso a la Liga Central de Deportes, motivó que la dirigencia albiazul ideara el cambio del escenario a un terreno que reuniese condiciones más adecuadas para la práctica del fútbol.
Con ese criterio, la comisión presidida a la sazón por el coronel Felipe Santiviago, gestó la adquisición de un terreno de 3 hectáreas, propiedad del señor Victoriano Aldama, por la suma de 2000 Guaraníes de la época. La idea de mudarse a una zona apartada del centro urbano y casi despoblada, provocó el rechazo inicial de caracterizados socios, lo cual no fue impedimento para que la idea se concretara y señalara otro hito en la historia no solamente del club, sino del deporte itaugueño.
De este modo se origina el reducto popularmente conocido como, el “Canuto” Pettengil.
El terreno en cuestión era pedregoso y tenía una pronunciada pendiente que lo hacía impracticable para cualquier actividad deportiva. Esto no desanimó a aquellos visionarios dirigentes, que pronto pusieron manos a la obra para concretar las aspiraciones de disputar sus partidos en un estadio propio.
Se requirieron de grandes esfuerzos para rellenar la pista, mediante numerosas cargas de tierra que eran traídas voluntariamente en carretas o camiones por los entusiastas aficionados. Para el año 1965 ya se había habilitado el campo de juego, de manera provisoria, aunque la construcción de la muralla perimetral, las graderías y los vestuarios duró alrededor de una década.

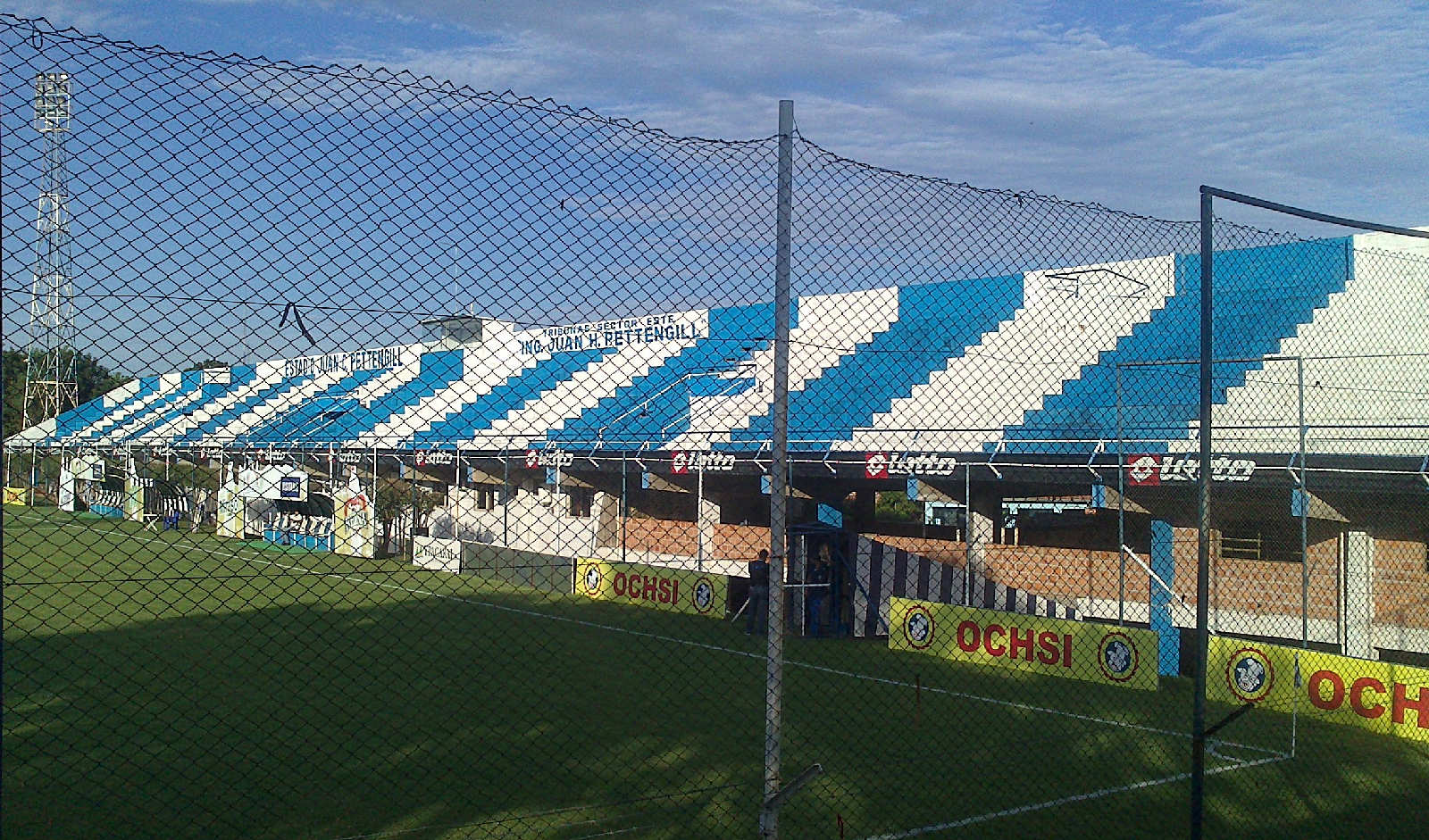
Graderías este en el año 2015 antes del cambio de denominación del estadio.

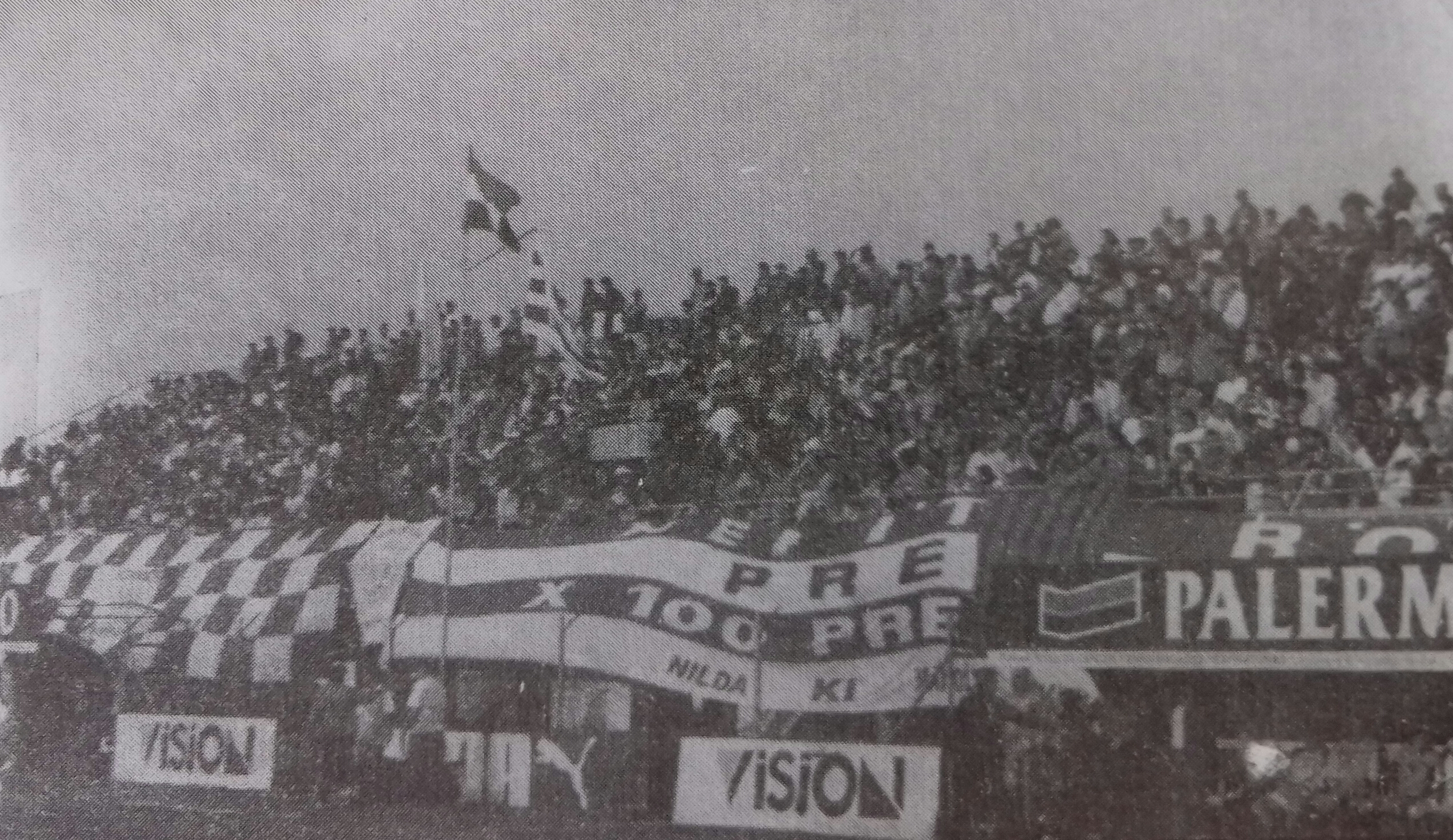

Los memoriosos señalan que a falta de gradas, los aficionados alquilaban sillas o bien aprovechaban  los afloramientos de rocas basálticas para observar mejor los primeros juegos que el “12” disputaba en el escenario. Algunos árboles fueron plantados para brindar alguna protección en las tórridas jornadas de domingo, uno de los cuales llegó a recibir el nombre de “El gran jefe” por su porte y altura.
Gracias a la iniciativa del socio vitalicio el señor Ángel Acosta se logró construir el primer bloque de graderías, en el sector de preferencias. Posteriormente fueron añadidas más gradas bajo la presidencia del señor Juan Canuto Pettengill, hasta que la estructura adoptó la forma de “L” invertida que por mucho tiempo caracterizó al recinto. Fue su hijo, el ingeniero Juan Hamilton Pettengill, quien en ese momento estaba al frente de la cartera de Obras Públicas, el que facilitó las maquinarias requeridas para los trabajos.
La tesonera y desinteresada labor de este directivo se vio truncada por su repentino fallecimiento, en momentos en que se proyectaba la ejecución de las obras para la gradería sur y el sector de plateas. En homenaje a ambos, el estadio recibió la denominación de “Juan Canuto Pettengill” en 1972, en tanto que el sector de plateas lleva el nombre del ingeniero Juan Hamilton Pettengill, desde su construcción en el año 2004.
Este reducto en algún momento fue apodado “Cementerio de los elefantes” en analogía al estadio Brigadier Estanislao López del Colón de Santa Fe, pues el 12 de Octubre se hacía fuerte ante los equipos denominados “grandes”.
La lumínica fue inaugurada oficialmente el 11 de abril de 2004, en la 9.ª fecha del Torneo Apertura, en un partido contra el Sportivo Luqueño que  concluyó 0 a 1 a favor de los auriazules. Sin embargo, los focos ya había sido encendidos de forma parcial el 29 de marzo anterior, durante la victoria de 3 a 1 frente a Sol de América.
El 21 de febrero de 2025, en el partido entre Sportivo Luqueño y 2 de Mayo, por la fecha 6 del Torneo Apertura 2025, fue inaugurado un moderno sistema lumínico que consiste en focos proyectores LED.

## Cambio de denominación
Luego de cuarenta y cuatro años con la denominación "Juan Canuto Pettengill", la comisión directiva, reunida en sesión el miércoles 23 de marzo de 2016, por unanimidad; decidió renombrar el estadio, que a partir de esa fecha pasó a denominarse Estadio Luis Salinas Tanasio.
La modificación es un homenaje póstumo al exjugador, exdirigente y expresidente del club, así como también exintendente de la ciudad de Itauguá.